# Skärstad
För andra betydelser, se Skärstad (olika betydelser).
Skärstad är en tätort i Jönköpings kommun i Jönköpings län och kyrkby i Skärstads socken. Skärstad är beläget 22 kilometer nordost om Jönköping mot Gränna.

## Befolkningsutveckling
| Befolkningsutvecklingen i Skärstad 1970–2020 | Befolkningsutvecklingen i Skärstad 1970–2020 | Befolkningsutvecklingen i Skärstad 1970–2020 | Befolkningsutvecklingen i Skärstad 1970–2020 | Befolkningsutvecklingen i Skärstad 1970–2020 |
| -------------------------------------------- | -------------------------------------------- | -------------------------------------------- | -------------------------------------------- | -------------------------------------------- |
|                                              |                                              |                                              |                                              |                                              |
| År                                           |                                              |                                              | Folkmängd                                    | Areal (ha)                                   |
| 1970                                         | 1970                                         |                                              | 245                                          |                                              |
| 1975                                         | 1975                                         |                                              | 278                                          |                                              |
| 1980                                         | 1980                                         |                                              | 346                                          |                                              |
| 1990                                         | 1990                                         |                                              | 263                                          | 18                                           |
| 1995                                         | 1995                                         |                                              | 282                                          | 19                                           |
| 2000                                         | 2000                                         |                                              | 279                                          | 19                                           |
| 2005                                         | 2005                                         |                                              | 309                                          | 22                                           |
| 2010                                         | 2010                                         |                                              | 341                                          | 23                                           |
| 2015                                         | 2015                                         |                                              | 433                                          | 47                                           |
| 2020                                         | 2020                                         |                                              | 517                                          | 52                                           |
| Anm.: Ny tätort 1970                         |                                              |                                              |                                              |                                              |

## Samhället
Kyrkan Skärstads kyrka ligger här.
Det bor många barnfamiljer i Skärstad och 2007 stod en ny skola klar för lågstadie- och förskola.[källa behövs]

## Näringsliv
Några stora företag i Skärstad är: BNH AB, XL Edvardssons Bygg.